# Classe Spica (torpilleur italien)
Pour les articles homonymes, voir Classe Spica.
La classe Spica est une classe de torpilleurs construit pour la Regia Marina dans les années 1930.

## Développement
En 1930, l'état-major de la Regia Marina chargea le Corpo del genio navale de mettre à l'étude une nouvelle classe de navires d'escorte dans le but de remplacer les vieux contre-torpilleurs déclassés au rang de torpilleurs approchant de leur âge limite.
Étant donné que le traité naval de Londres de 1930 ne limitait pas le nombre de navires dont le déplacement standard était inférieur à 600 tonnes, l'état-major imposa aux ingénieurs de ne pas le dépasser. Cependant, au regard de l'armement, de la vitesse et de l'autonomie exigés par la marine sur les nouveaux torpilleurs, le déplacement ne pouvait être maintenu sous les 600 tonnes. Le Comitato Progetto Navi proposa alors de supprimer une tourelle de 100/47. Malgré cela, les deux prototypes, le Spica et l'Astore, mis sur cale le 24 mai 1933, affichaient un déplacement standard de 630 tonnes environ. La dénonciation du traité de Londres par Berlin et Tokyo entraîna finalement l'abandon de la limite des 600 tonnes, et les torpilleurs de la série Alcione atteignirent un déplacement standard de 679 tonnes.

## Conception
Les prestations des torpilleurs de la classe Spica répondaient globalement aux attentes de la Regia Marina au moment de leur mise en service. La forme de leur coque leur permit de dépasser les 34 nœuds contractuels : durant les essais, certaines unités affichèrent une vitesse de pointe de 37,5 nœuds pour un déplacement moyen de 730 tonnes. Par rapport aux deux prototypes, les torpilleurs de la série Climene furent allongés d'un mètre environ et virent leur déplacement augmenter de 20 tonnes.
Les lignes sobres et bien proportionnées des Spica leur assuraient une bonne manœuvrabilité, ainsi qu'une conduite aisée et sûre. Le compartimentage et les installations logistiques de ces unités étaient rationnels et fonctionnels pour l'époque, même si le confort de l'équipage était sacrifié. Leur tenue à la mer n'était pas brillante : ils devaient réduire leur vitesse lorsqu'ils naviguaient contre le vent pour éviter les fortes vibrations de la coque. De plus, lorsqu'ils avaient le vent dans le dos, ils étaient sujets à des "embardées" qui nuisaient au maintien du cap et avaient tendance à rouler.
La motorisation composée de deux chaudières Yarrow et de deux turbo-réducteurs Tosi était bien adaptée au déplacement initial, mais l'ajout d'armements supplémentaires finit par priver les Spica de leur marge de puissance initiale. En effet, ces torpilleurs effectuèrent leurs essais avec un déplacement moyen de 740 tonnes, alors qu'en temps de guerre, leur déplacement dépassait largement les 1 000 tonnes. Au-delà de l'impact sur leur vitesse maximale, cette surcharge grevait surtout l'autonomie des Spica, performance essentielle pour leurs missions d'escorte de convois.
L'augmentation du déplacement des Spica venait d'une nécessité de renforcer leur armement, notamment dans les domaines de la lutte antiaérienne et anti-sous-marine. L'artillerie principale comprenait trois affûts simples de 100/47, répartis un à l'avant et deux à l'arrière. L'armement antiaérien d'origine, composé de mitrailleuses Breda de 13,2 mm modèle 1931, fut progressivement remplacé par des canons Breda de 20/65. Des mitrailleuses de 8 mm furent également ajoutées par la suite.
La configuration des tubes lance-torpilles de 450 mm changea plusieurs fois : sur les prototypes, on trouvait une plate-forme double sur l'axe de symétrie du navire et deux plates-formes simples sur les abords. Sur les torpilleurs de la série Climene (sauf les Climene et Centauro qui conservèrent la configuration du Spica), les quatre plates-formes simples étaient réparties à raison de deux par bord. Puis, sur les Alcione, la disposition passa à deux plates-formes doubles sur l'axe de symétrie du navire, permettant d'utiliser toutes les armes sur un même bord. Seuls les quatre Alcione construits à Fiume (Lira, Libra, Lince et Lupo) retinrent dans un premier temps la disposition des Climene. Mais entre 1939 et 1941, la disposition retenue pour la série Alcione fut appliquée sur toutes les unités de la classe Spica.
Enfin, les deux lance-grenades ASM pneumatiques modèle 34/37 d'origine furent remplacés à partir de 1941 par des lance-grenades modèle G explosifs, souvent au nombre de quatre.

## Carrière opérationnelle
Au total, 32 torpilleurs de la classe Spica répartis en 3 types:
- 6 du type Climene,
- 8 du type Perseo,
- 16 du type Alcione,

plus les deux prototypes furent construits dans cinq chantiers navals entre 1933 et 1938.

## Type Spica
Les deux prototypes, le Spica et l'Astore, effectuèrent leur croisière d'endurance dans le Dodécanèse en 1936. Durant l'été 1937, ils participèrent au blocus naval des ports aux mains des Républicains espagnols depuis leurs bases de Sicile. Ils furent ensuite assignés à la 9e squadriglia torpediniere à La Maddalena. Le 2 juin 1939, ils escortèrent avec le Canopo le navire Città di Palermo à bord duquel se trouvait Victor-Emmanuel III pour une revue navale.
Le 27 mars 1940, les deux prototypes furent vendus à la Suède et renommés Romulus (ex-Spica) et Remus (ex-Astore). Ils restèrent en service dans la marine suédoise jusqu'en 1958.

### Navires du type Spica
| Astore | AS | Bacini & Scali Napoletani, Naples | 22 avril 1934 | Juin 1935   | Radié le 27 mars 1940. Vendu à la Marine royale suédoise et rebaptisé HSwMS Remus (28), mis au rebut en 1958.   |
| Spica  | SP | Bacini & Scali Napoletani, Naples | 11 mars 1934  | 30 mai 1935 | Radié le 27 mars 1940. Vendu à la Marine royale suédoise et rebaptisé HSwMS Romulus (27), mis au rebut en 1958. |

## Autres navires
Les 30 unités participant au conflit sous les couleurs de la Regia Marina furent très fortement sollicitées pour l'escorte des convois vers l'Afrique du Nord, les Balkans et la mer Égée. Au cours de la guerre, les Spica coulèrent 6 sous-marins (les Grampus, Triton, Union, Tempest et P38 anglais ainsi que le Proteus grec) et en endommagèrent 7 autres. Au total, 23 Spica furent perdus pendant le conflit. Les 7 unités ayant survécu à la guerre furent modernisées entre 1950 et 1953 et restèrent en service dans la Marina Militare jusqu'à la fin des années 1950, le Sagittario étant le dernier à être désarmé en 1964.

## Type Alcione
Les torpilleurs du type Alcione constituaient la plus nombreuse des sous-classes de la classe Spica. La série Alcione se composait de seize unités, dont quatre, après la guerre, ont servi dans la Marina Militare classée comme frégates.
Les unités de cette sous-classe ont été construites huit dans le chantier Ansaldo à Gênes, quatre dans le Cantieri del Quarnaro à Fiume et quatre dans le chantier Bacini & Scali Partenopei à Naples.
Les unités du type Alcione, à l'exception des quatre construites à Fiume, avaient les lance-torpilles disposés en deux installations jumelles sur l'axe de symétrie du navire.
Les torpilleurs Airone, Ariel, Alcione et Aretusa faisaient partie de la 1er escadron de torpilleurs de la IIe flottille de torpilleurs basée à Messine. Sur la même base, dans le cadre de la Ire Flottille de torpilles, les Circe, Clio, Calliope et Calipso sont affectés au XIIIe escadron de torpilleurs, et les torpilleurs Pallade, Partenope, Pleiadi et Polluce sont affectés au XIVe escadron de torpilleurs.
Les quatre autres unités de la classe, les torpilleurs Lince, Libra, Lira et Lupo, opéraient au sein du commandement naval de la mer Égée dans le VIIIe escadron de torpilleurs basé à Rhodes. Le Lupo et le Libra, ont torpillé le grand pétrolier britannique Desmoulea le 31 janvier 1941, le rendant inutilisable pour le reste de la guerre,. Le torpilleur Lupo s'est distingué dans la nuit du 21 au 22 mai 1941 lors de la bataille de Crète, lorsque face à trois croiseurs et cinq destroyers de la Royal Navy, il a réussi à sauver la moitié d'un convoi de petits bateaux de soldats allemands. Pour cette action, son commandant, le capitaine de frégate (capitano di fregata) Francesco Mimbelli, a été décoré de la médaille d'or de la valeur militaire, tandis que le drapeau de combat de l'unité a reçu la médaille d'argent de la valeur militaire. Par la suite, l'unité a été coulée le 2 décembre 1942 par les destroyers HMS Jervis (F00), HMS Javelin (F61), HMS Janus (F53) et HMS Kelvin (F37) alors qu'elle secourait les survivants d'un cargo à destination de Tripoli.
Les premières unités à être perdues sont le Airone et le Ariel qui coulent dans la nuit du 11 au 12 octobre 1940 près de Capo Passero sous les coups du croiseur anglais HMS Ajax (22), véritable bête noire pour les unités de la Regia Marina. Dans la même bataille a été touché aussi le destroyer Artigliere, qui le matin suivant a été terminé par une attaque du croiseur HMS York (90) et des torpilleurs anglais, avec son commandant Carlo Margottini a péri dans le naufrage de son navire avec son aide d'escadron Corrado Del Greco.
Le torpilleur Circe, le 16 juin 1940, coule le sous-marin anglais HMS Grampus (N56) qui déposait des mines près d'Augusta, et le 13 février 1942, dans le golfe de Tarente, le sous-marin anglais HMS Tempest (N86). Entre le 21 et le 33 du même mois, il escorte avec succès de Corfou à Tripoli, dans l'opération " K7 ", un convoi formé par les navires à moteur Lerici, Monginevro et le pétrolier Giordani, en coulant au cours de la même mission, en collaboration avec le destroyer Antoniotto Usodimare, le sous-marin anglais HMS P38. Le 2 novembre de la même année, il sauve sans succès le navire à moteur Zara touché par des bombardiers-torpilleurs britanniques, mais en sauvant les naufragés et le 27 du même mois, il coule près de Castellammare del Golfo à la suite d'une collision avec le vapeur italien Città di Tunisi.
Le torpilleur Clio coule le sous-marin britannique HMS Grampus (N56) en collaboration avec son navire-jumeau (sister ship Circe et le 18 décembre de la même année le sous-marin HMS Triton (N15) dans le canal d'Otrante.
Le torpilleur Pleiadi, alors qu'il était amarré à Tripoli, le 31 mai 1941 a été touché par un hydravion CANT Z.501 qui, à cause d'une mauvaise manœuvre, est allé s'écraser sur la poupe du navire, provoquant une explosion, qui a dévasté les structures du navire, et un violent incendie. Le navire a été remorqué hors du port pour éviter qu'une éventuelle explosion de ses stocks de munitions ne cause des dommages à d'autres navires. Transféré à l'avant-poste, malgré tous les efforts pour le sauver, le navire a coulé quelques heures plus tard, émergeant avec seulement ses superstructures de moyenne puissance. Après qu'il a eu été décidé de le sauver, les opérations étant maintenant avancées, le navire a été touché par une bombe lors d'un raid aérien le 13 octobre suivant, et à la suite d'une forte houle, qui a encore aggravé la situation dans les jours suivants, le navire a été définitivement abandonné après avoir retiré tout ce qui pouvait encore servir
Le Partenope et le Lira ont été perdues à la suite des événements qui ont suivi l'armistice du 8 septembre (Armistice de Cassibile).
Le torpilleur Partenope a été capturé par les Allemands alors qu'il était à quai à Naples le 11 septembre 1943 et a été retrouvé échoué et à moitié détruit à Castellammare di Stabia après la libération de Naples.
Le torpilleur Lira, après avoir été sabordé le 9 septembre, a été récupéré par les Allemands, incorporé dans le Torpedoboote Ausland avec les initiales TA 49 mais il n'a pas été réparé et a été coulé lors d'un raid aérien le 4 novembre 1944.
Dans l'après-guerre, les torpilleurs Calliope, Clio, Libra et Aretusa ont été intégrés à la Marina Militare en tant qu'unités d'escorte anti-sous-marine.

### Navires du type Alcione
| Airone    | AI (plus tard AO) | Ansaldo, Sestri Ponente | 23 janvier 1938   | 10 mai 1938      | Coulé le 12 octobre 1940 dans la bataille du cap Passero par le croiseur britannique HMS Ajax.                                                 |
| Alcione   | AC                | Ansaldo, Sestri Ponente | 23 décembre 1937  | 10 mai 1938      | Coulé le 11 décembre 1941 par le sous-marin HMS Truant.                                                                                        |
| Aretusa   | AU                | Ansaldo, Sestri Ponente | 6 février 1938    | 1er juillet 1938 | Désarmé le 1er août 1958. |
| Ariel     | AE                | Ansaldo, Sestri Ponente | 14 mars 1938      | 1er juillet 1938 | Coulé le 12 octobre 1940 dans la bataille du cap Passero par le croiseur britannique HMS Ajax.                                                 |
| Calipso   | CI                | Ansaldo, Sestri Ponente | 16 avril 1938     | 16 novembre 1938 | Coulé le 5 décembre 1940 par des mines à l'est de Tripoli.                                                                                     |
| Calliope  | CP                | Ansaldo, Sestri Ponente | 16 avril 1938     | 28 octobre 1938  | Retiré du service le 1er août 1958. |
| Circe     | CC                | Ansaldo, Sestri Ponente | 29 juin 1938      | 4 octobre 1938   | Coulé lors d'une collision le 27 novembre 1942.                                                                                                |
| Clio      | CL                | Ansaldo, Sestri Ponente | 3 avril 1938      | 2 octobre 1938   | Retiré du service en 1959. |
| Libra     | LB                | Quarnaro Fiume          | 3 octobre 1937    | 19 janvier 1939  | Retiré du service en 1964. |
| Lince     | LC                | Quarnaro Fiume          | 15 janvier 1938   | 1er avril 1938   | Coulé le 28 août 1943 par le sous-marin HMS Ultor.                                                                                             |
| Lira      | LR                | Quarnaro Fiume          | 12 septembre 1937 | 1er janvier 1938 | Sabordé le 9 septembre 1943, renfloué par les Allemands et remis en service sous le nom de TA49. Coulé par un bombardement le 4 novembre 1944. |
| Lupo      | LP (plus tard LU) | Quarnaro Fiume          | 7 novembre [1938  | 28 février 1938  | Coulé le 2 décembre 1942 par les destroyers HMS Jervis, Javelin, Janus et Kelvin.                                                              |
| Pallade   | PD                | B & S Naples            | 19 décembre 1938  | 5 octobre 1938   | Coulé le 5 août 1942 par une attaque aérienne à Naples.                                                                                        |
| Partenope | PN                | B & S Naples            | 27 février 1938   | 26 novembre 1938 | Sabordé le 11 septembre 1943. |
| Pleiadi   | PL                | B & S Naples            | 5 septembre 1937  | 4 juillet 1938   | Coulé le 14 octobre 1941 par une frappe aérienne au port de Tripoli.                                                                           |
| Polluce   | PC                | B & S Naples            | BSN, Naples       | 8 août 1938      | Coulé le 4 septembre 1942 par des bombardiers-torpilleurs.                                                                                     |

## Type Climene
Le type Climene comprenait six unités, dont une seule, le torpilleur Cassiopea, a survécu à la Seconde Guerre mondiale et a été intégrée à la  Marina Militare (marine militaire italienne).
Les six unités ont été construites dans les chantiers navals de Riva Trigoso et d'Ancône.
Les torpilleurs Canopo et Cassiopeia ont été construits dans les chantiers navals Cantieri Navali del Tirreno à Riva Trigoso, tandis que les quatre autres unités ont été construites dans les chantiers navals Cantieri Navali Riuniti à Ancône.
Les navires de cette sous-classe, comme ceux du type "Perseo", avaient les lance-torpilles disposés en quatre installations uniques, ce qui réduisait la capacité de salve à seulement deux torpilles par côté.
Au cours de la guerre, le Cassiopea et le Canopus sont affectés au IXe escadron de torpilleurs basé à La Maddalena, tandis que le Climene, le Castore, le Cigno et le Centauro sont affectés au commandement naval libyen, au XIe escadron de torpilleurs basés à Tripoli.
La première unité de la classe perdue fut le Canopus, coulé le 3 mai 1941 lors d'un raid de bombardement sur le port de Tripoli.
Le Centauro a été coulé le 4 novembre 1942 lors d'un bombardement du port de Benghazi.
Le Cigno fut coulé le 16 avril 1943 au sud-est de l'île de Marettimo par les destroyers anglais HMS Paladin (G69) et HMS Pakenham (G06) qui, au cours du combat, fut à son tour coulé par le Cassiopea.
Le Castore a été coulé le 2 juin 1943 par le destroyer anglais HMS Jervis (F00) et le destroyer grec Vasilissa Olga.
Le Climene a été coulé le 28 avril 1943 par le sous-marin britannique HMS Unshaken (P54) à l'ouest de l'île de Marettimo.
La seule unité survivante, le torpilleur Cassiopea, a été intégrée après la guerre à la Marina Militare, servant de frégate, avant d'être déclassée en 1959.
Les noms d'après-guerre Canopo, Castore, Centauro et Cigno seront hérités par les quatre frégates de la classe Centauro; ces unités construites au début des années 1950 ont servi jusqu'au début des années 1980.
Un patrouilleur nommé Cassiopea (badge optique P 401) est actuellement en service à la base d'Augusta, encadré dans le COMSQUAPAT2 (Commando della 2 Squadriglia Pattugliatori) du COMFORPAT (Commando delle Forze da Pattugliamento), le Commandement des forces de patrouille pour la surveillance et la défense côtière.

### Navires du type Climene
| Canopo    | CA | CNT Riva Trigoso |  | 31 mars 1937    | Coulé le 3 mai 1941 par des bombardiers britanniques à Tripoli.                                                                                        |
| Cassiopea | CS | CNT Riva Trigoso |  | 26 avril 1937   | Retiré du service en 1959. |
| Castore   | CT | CNR Ancône       |  | 16 janvier 1937 | Coulé le 2 juin 1943 par les destroyers alliés HMS Jervis et Vasilissa Olga.                                                                           |
| Centauro  | CO | CNR Ancône       |  | 16 juin 1936    | Coulé le 4 novembre 1942, bombardé dans le port de Benghazi.                                                                                           |
| Cigno     | CG | CNR Ancône       |  | 15 mars 1937    | Coulé à la bataille du convoi de Cigno le 16 avril 1943 au sud-est de l'île de Marettimo, par les destroyers britanniques HMS Paladin et HMS Pakenham. |
| Climene   | CE | CNR Ancône       |  | 24 avril 1936   | Coulé le 28 avril 1943 par le sous-marin HMS Unshaken.                                                                                                 |

## Type Perseo
Le type Perseo était composée de huit unités, dont quatre ont été construites à Gênes et quatre à Fiume.
Les navires de cette sous-classe, comme ceux du type Climene, avaient les lance-torpilles disposés en quatre installations uniques.
Les Altair, Antares, Aldebran et Andromeda faisaient partie du XIIe escadron de torpilleurs de la IIe Flottille basé à Messine, tandis que les Vega, Sagittario, Perseo et Sirio faisaient partie du Xe escadron de torpilleurs basé à La Spezia.
La plus célèbre de ces unités est certainement le Sagittario, qui, après la guerre, a fait partie de la Marina Militare (marine italienne) et a servi jusqu'en 1964. Pendant la Seconde Guerre mondiale, le Sagittario s'est distingué lors de la bataille de Crète, lorsqu'il a réussi à protéger un convoi de soldats allemands de l'attaque d'une formation britannique composée de trois croiseurs et de quatre destroyers ; il a coulé le croiseur HMS Gloucester (C62) et endommagé le destroyer HMS Kingston (F64). Le commandant de l'unité, le lieutenant de vaisseau (Tenente di Vascello) Giuseppe Cigala Fulgosi, a été décoré de la médaille d'or de la valeur militaire.
Par la suite, l'unité a participé le 19 octobre 1942 à une mission d'escorte au cours de laquelle le destroyer da Verrazzano, employé dans la même mission a été torpillé par le sous-marin britannique HMS Unbending (P37), coulant, après une tentative de remorquage infructueuse, à la position géographique de 35° 12′ N, 12° 05′ E, a récupéré l'équipage et après avoir été frappé le 10 avril 1943 au cours d'une attaque aérienne lors d'une mission d'escorte de convoi, avec quelques pertes parmi l'équipage, le 27 avril suivant, alors qu'il escortait un navire à vapeur vers Bizerte,, il fut d'abord attaqué et mitraillé par 25 chasseurs-bombardiers, subissant la perte de trois hommes et la blessure de vingt autres membres d'équipage. Peu de temps après, le convoi est attaqué par les vedettes-torpilleurs britanniques (Motor Torpedo Boat ) MTB 633, MTB 637 et MTB 639 qui, au cours de l'attaque, incendient et coulent le petit dragueur de mines auxiliaire R 32 Impero: le Sagittario ouvre le feu et détruit le MTB 639, met en fuite les deux autres après en avoir endommagé un,, et après une série d'attaques aériennes, manœuvrant à vitesse maximale, réussit à éviter les dommages et arrive au port presque indemne.
À l'annonce de l'armistice (Armistice de Cassibile), l'unité se trouve à Pula, d'où, le 9 septembre 1943, avec la corvette Urania et le cuirassé Giulio Cesare, elle lève les amarres pour se diriger vers Malte Juste devant l'entrée du port de Pula, un U-boot allemand est en embuscade pour torpiller le cuirassé. Le Sagittario, a aperçu le sous-marin, a manœuvré pour l'éperonner et a empêché l'exécution correcte du lancement de la torpille, qui a manqué le cuirassé et a explosé contre les rochers du rivage. Les navires, après avoir subi et déjoué d'autres attaques allemandes, arrivent sains et saufs le 11 septembre à Tarente d'où ils partent le lendemain pour rejoindre Malte le 13 septembre.
Toujours en septembre 1943, le Sagittario participe à des missions d'évacuation des troupes italiennes de Corfou assiégée par les Allemands.
En janvier 1945, le torpilleur Sirio attend près d'Alger le groupe de navires qui a sauvé les survivants du naufrage du cuirassé Roma, transportant les blessés vers les îles Baléares où les navires italiens ont été internés par les autorités espagnoles. Le groupe formé par le croiseur léger Attilio Regolo, le torpilleur Orsa et les destroyers Carabiniere, Mitragliere et Fuciliere est arrivé dans l'archipel espagnol le 10 septembre 1943 et a été autorisé à partir pour l'Italie après de longues négociations diplomatiques le 15 janvier 1945, pour revenir à Tarente le 23 janvier.
Parmi les unités de cette sous-classe, les Vega, Andromeda, Aldebaran et Altair ont été perdus en 1941, le premier coulé lors d'un combat avec des destroyers britanniques, le second par un bombardier-torpilleur Fairey Swordfish britannique (Royal Air Force) et les deux derniers par des mines larguées par des sous-marins britanniques.
Le Perseo a été perdu en 1943, coulé dans un combat avec des destroyers britanniques.
Les deux unités survivantes de la sous-classe, le Sirio et le Sagittario, ont été intégrées à la Marina Militare après la guerre, la première servant jusqu'en 1959 et la seconde jusqu'en 1964.

### Navires du type Perseo
| Aldebaran  | AL | Ansaldo, Gênes  | 14 juin 1936    | 6 décembre 1936  | Coulé le 20 octobre 1941 dans le golfe Saronique par des mines mouillées par le sous-marin HMS Rorqual.                                      |
| Altair     | AT | Ansaldo, Gênes  | 26 juillet 1936 | 23 décembre 1936 | Coulé le 20 octobre 1941 dans le golfe Saronique par des mines mouillées par le sous-marin HMS Rorqual.                                      |
| Andromeda  | AD | Ansaldo, Gênes  | 28 juin 1936    | 6 décembre 1936  | Coulé le 17 mars 1941 à Vlora, en Albanie, torpillé par des bombardiers britanniques.                                                        |
| Antares    | AN | Ansaldo, Gênes  | 29 juillet 1936 | 23 décembre 1936 | Coulé le 28 mars 1943 à Livourne par les bombardiers de l'USAAF.                                                                             |
| Perseo     | PS | Quarnaro, Fiume | 9 octobre 1935  | 1er février 1936 | Coulé le 4 mai 1943 au large du cap Bon par les destroyers HMS Nubian, HMS Petard et HMS Paladin lorsde la bataille du convoi de Campobasso. |
| Sagittario | SG | Quarnaro, Fiume | 21 juin 1936    | 8 octobre 1936   | Retiré du service en 1964. |
| Vega       | VG | Quarnaro, Fiume | 28 juin 1936    | 12 octobre 1936  | Coulé le 10 janvier 1941 par le HMS Hereward dans le détroit de Sicile.                                                                      |

## Torpilleurs de la classe Spica dans la Marina Militare
Les sept unités survivantes sont laissées en Italie et sont rééquipées entre 1950 et 1953 et reclassées en corvettes. Ces unités étaient : Aretusa, Calliope, Cassiopea, Clio, Sirio, Libra et Sagittario.
La plus célèbre de ces unités, le torpilleur Sagittario, a été la première unité de la classe à être réaménagée en 1949.
L'armement a vu le remplacement du canon de 100/47 mm par un complexe anti-aérien double de 40/56mm en plus de quatre autres canons simples de 40/56 mm, portant le nombre d'armes de ce calibre à six.
L'armement anti-sous-marin voit l'installation du Hérisson, de deux lanceurs de bombes et de deux déchargeurs de bombes.
Le Sagittario a également été la dernière unité de la classe à être déclassée en 1964.
Les autres unités, à la différence du Sagittario, ont gardé le canon de 100/47 mm au lieu du double canon de 40/56 mm, tandis que pour le reste elles avaient le même armement.
Outre le Sagittario, d'autres unités de la classe, parmi celles qui ont fait partie de la Marina Militare (marine italienne), se sont distinguées pendant la Seconde Guerre mondiale : le torpilleur Clio a coulé les sous-marins britanniques HMS Grampus (N56) et HMS Triton (N15), tandis que le torpilleur Cassiopea a coulé le destroyer britannique HMS Pakenham (G06) au sud-est de l'île de Marettimo le 16 avril 1943.
Le Cassiopea et le Libra faisaient partie des navires qui ont assisté à la restitution de Trieste à l'Italie en 1954.
Actuellement, dans la marine italienne, un navire hydrographique de la classe Ninfe est en service sous le nom d'Aretusa, tandis que les noms Lupo, Orsa, Perseo et Sagittario ont été pris pour les frégates de la classe Lupo, maintenant désaffectées et données à la marine péruvienne.

### Unités de la Marina Militare
| Calliope   | CP | F 551 | Radié le 1er août 1958 |
| Libra      | LB | F 552 | Radié en 1959          |
| Cassiopea  | CS | F 553 | Radié en 1959          |
| Sirio      | SI | F 554 | Radié en 1959          |
| Clio       | CL | F 555 | Radié en 1959          |
| Aretusa    | AU | F 556 | Radié le 1er août 1958 |
| Sagittario | SG | F 557 | Radié en 1964          |